# Boligee
Boligee é uma cidade  localizada no estado americano do Alabama, no Condado de Greene.

## Demografia
Segundo o censo americano de 2000, a sua população era de 369 habitantes. 
Em 2006, foi estimada uma população de 350, um decréscimo de 19 (-5.1%).

## Geografia
De acordo com o United States Census Bureau, a localidade tem uma área de 10,2 km², sem área coberta por água. Boligee localiza-se a aproximadamente 40 m acima do nível do mar.

## Localidades na vizinhança
O diagrama seguinte representa as localidades num raio de 32 km ao redor de Boligee. 